# إيتيان جوفروا سانت ايلار
إيتيان جوفروا سانت ايلار (بالفرنسية: Étienne Geoffroy Saint-Hilaire)‏ (15 أبريل 1772 - 19 يونيو 1844) هو عالم تاريخ طبيعي فرنسي الجنسيَّة، أسَّس مبدأ يُسمَّى «وحدة التركيب». كان زميلاً لعالم الطبيعة جان باتيست لامارك، وقد طوَّر نظريات لامارك التطوريَّة ودافع عنها في المُجتمع العلميّ. كانت مُعظم آراء جوفري العلميَّة ذات صبغةٍ متعالية (بما يتناقَض مع وجهات نظر لامارك المادية)، وقد كانت تشبه بطبيعتها آراء علماء الطبيعة الألمان أمثال لورنز أوكن. وقد آمن جوفروا بوحدة خفيَّة في تصميم الكائنات الحيَّة، وبإمكانية تحوُّل الأنواع الحيَّة مع مرور الزمن (شكلٌ من التطور)، مع بذل جهودٍ لجمع أدلِّةٍ على آرائه من خلال بحوثه المقارنة في علوم التشريح والأجنة والمستحاثات.
كان من بين العلماء الذين ذهبوا في الحملة الفرنسية على مصر عام 1798.
سميت بعض الأنواع على اسمه، من بينها السنور الجيفري والسمكة القطية الجيفرية (Corydoras geoffroy).

## روابط خارجية
- إيتيان جوفروا سانت ايلار على موقع الموسوعة البريطانية (الإنجليزية)